# Deutsch-italienische Beziehungen
Deutschland und Italien sind Mitglieder der NATO, der Gruppe der Sieben, der Organisation für wirtschaftliche Zusammenarbeit und Entwicklung, der Organisation für Sicherheit und Zusammenarbeit in Europa, der Europäischen Union, des Schengen-Raums und der Eurozone.
Italien betreibt eine Botschaft in Berlin sowie Generalkonsulate in folgenden Städten: Frankfurt am Main, Hamburg, Hannover, Köln, München, Nürnberg (Konsularbüro), Saarbrücken (Konsularbüro) und Stuttgart und Konsulate in Freiburg im Breisgau, Dortmund und Wolfsburg. Honorarkonsuln residieren in Bremen, Dresden, Kiel und Leipzig.
Deutschland verfügt über eine Botschaft in Rom und ein Generalkonsulat in Mailand. Honorarkonsuln haben ihren Sitz in Bari, Bologna, Bozen, Cagliari, Florenz, Genua, Messina, Neapel, Palermo, Rimini und Venedig.
Die Gemeinschaft der Italiener in Deutschland besteht aus ethnisch italienischen Migranten in Deutschland und ihren Nachkommen und ist heute eine der größten und ältesten Zuwanderergemeinden in Deutschland.
Mit dem Begriff der Toskana-Fraktion (für linke deutsche Politiker, die bevorzugt in Italien urlauben) hat das Massenphänomen des deutschen Tourismus in Italien seinen Weg bis in den politischen Diskurs gefunden.

## Geschichte

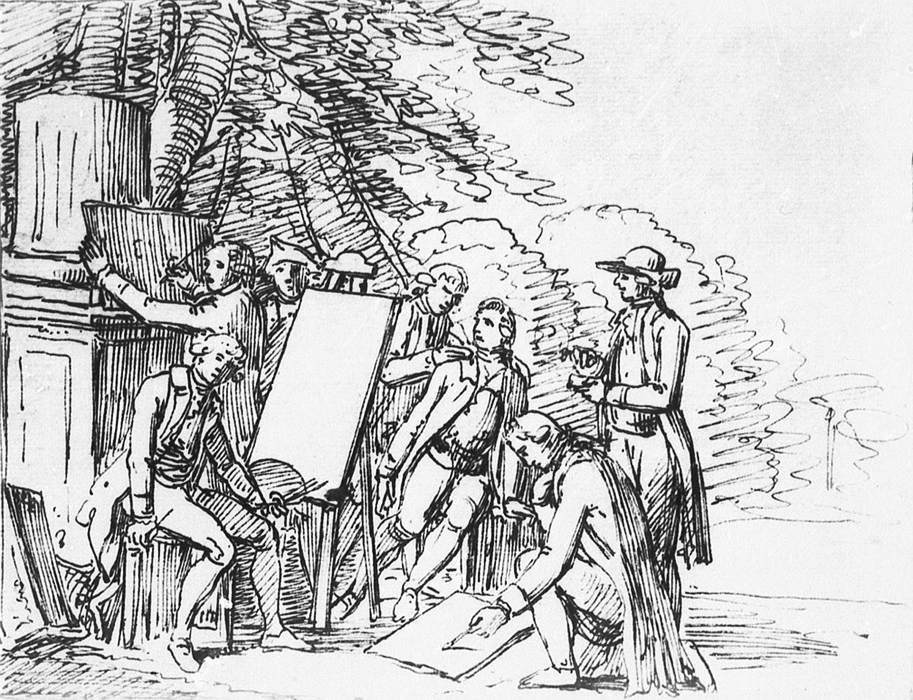
Johann Wolfgang von Goethe mit seinen italienischen Freunden, Zeichnung von Johann Friedrich Bury, Ende der 1780er Jahre: Die in Goethes Reisebericht Italienische Reise anklingenden Motive gehören zu den bekannten Topoi der „Italiensehnsucht“ deutscher Bildungsbürger.

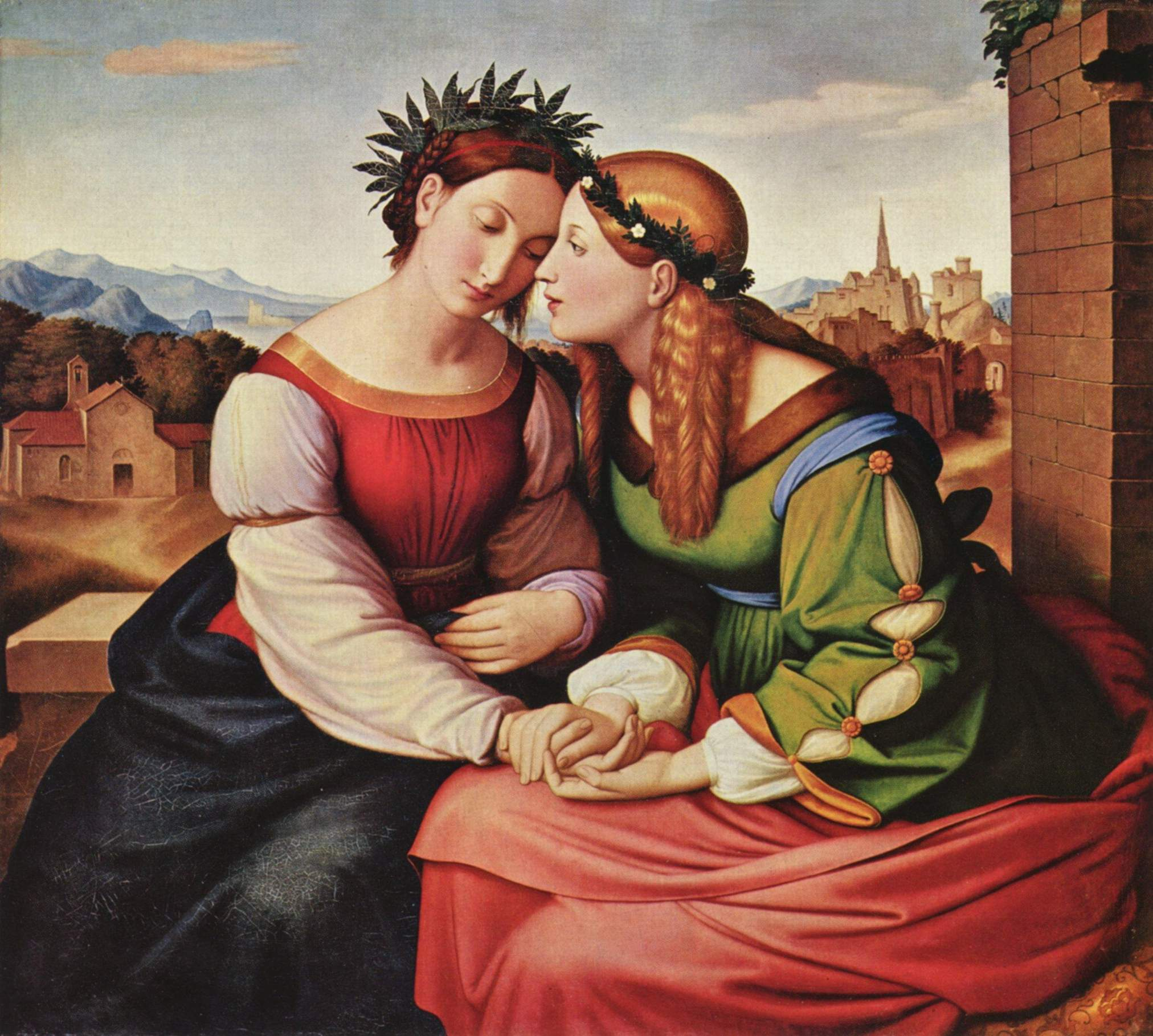
Italia und Germania, ein allegorisches Gemälde des Malers Friedrich Overbeck aus dem Jahre 1828, das die Freundschaft zwischen den Ländern Italien und Deutschland im Stil nazarenischer Kunst symbolisiert.

57 v. Chr. begann Julius Caesar den Gallischen Krieg; sein Nachfolger Kaiser Augustus und dessen Nachfolger dehnten die Grenzen des Römischen Reichs über den Rhein aus (siehe auch Limes#1. Jahrhundert, Germania superior). Mit der Völkerwanderung begann der Aufstieg der Franken.
Große Teile der nachmaligen Staaten Italien und Deutschland waren im 8. und 9. Jahrhundert n. Chr. Teil des Frankenreichs Karls des Großen. Auch nach der Fränkischen Reichsteilung (843) rissen die Verbindungen nicht ab: Während des gesamten Mittelalters waren große Teile Norditaliens Teil des Heiligen Römischen Reiches (wenn auch teilweise nur formal → Reichsitalien), während zwischen dem Kirchenstaat in Mittelitalien bzw. dem Papst als dessen Oberhaupt auf der einen Seite und dem römisch-deutschen Kaiser auf der anderen Seite ebenfalls besonders intensive – wenn auch selten konfliktfreie – Beziehungen bestanden. Genannt sei beispielhaft der Gang nach Canossa (1077) des römisch-deutschen Königs Heinrich IV., der seine Exkommunikation durch den dort weilenden Papst aufheben lassen wollte (→ Investiturstreit). Süditalien war zwar nicht Teil des Heiligen Römischen Reiches, wurde von 1194 bis 1268 aber von den Staufern regiert, welche auch die heilig-römischen Kaiser stellten. So war Palermo die Hauptstadt und Residenz des Kaisers Friedrich II., der im Süden aufgewachsen war.
Vom Italien des späten 14. Jahrhunderts ausgehend, verbreitete sich die neue Geisteshaltung – Renaissance und Humanismus – über ganz Europa und war auch für den deutschsprachigen Raum von großer kulturgeschichtlicher Bedeutung. Mit Karl V. (1516–1556 'Carlos I. von Spanien') versuchte noch einmal ein römisch-deutscher Kaiser, sich massiv in Italien politisch beziehungsweise militärisch zu engagieren. Eine berühmte Folge dieser Politik war der Sacco di Roma von 1527, als ein rebellierendes Heer unter anderem deutscher Landsknechte die „ewige Stadt“ verwüstete und ausplünderte.
Zum 17. und 18. Jahrhundert siehe Geschichte Italiens und Geschichte Deutschlands#Frühe Neuzeit.
1792 begannen die Koalitionskriege. Im März 1796 erhielt Napoleon vom Direktorium den Oberbefehl der Italienarmee und begann den Italienfeldzug.
Im Vorfrieden von Leoben (unterzeichnet am 18. April 1797 und am 24. Mai ratifiziert) musste Österreich u. a. auf das Herzogtum Mailand verzichten und bereit sein, den seit 1792 andauernden Konflikt mit Frankreich beizulegen.
Der Friedensvertrag von Campo Formio wurde am 17. Oktober 1797 unterzeichnet; darin erzwang Napoleon das Ende der seit dem 7./8. Jahrhundert existierenden Republik Venedig
1806 erzwang er das Ende des (seit dem 10. Jahrhundert bestehenden) Heiligen Römischen Reiches Deutscher Nation sowie zuvor den Verzicht des Reiches auf die kaiserlichen Lehensrechte in Italien. Zwar konnte sich Europa von der Napoleonischen Herrschaft 1814/1815 befreien, allerdings verzögerte sich nach dem Wiener Kongress von 1815 sowohl die deutsche als auch die italienische Einigung bis um 1870. Allerdings wurden die italienischen Staaten zu einem großen Teil von ausländischen Mächten beherrscht, die deutschen Länder hingegen meist von einheimischen Herrschern. Das Kaisertum Österreich beherrschte Venezien und die italienischsprachigen Gebiete der Lombardei.

## Ab 1848
1848 kam es in den deutschen Staaten zur deutschen Märzrevolution, in italienischen Staaten zur italienischen Märzrevolution, welche beide scheiterten. In der Folge waren die Vereinigungskräfte der beiden Nationen aber nicht mehr aufzuhalten: 1861 entstand das Königreich Italien, das 1866 den Deutschen Krieg zwischen Preußen und Österreich an Preußens Seite nutzte, um im Dritten Einigungskrieg Venetien und Friaul von Österreich zu erlangen (nachdem im Zweiten Einigungskrieg 1859 schon die Lombardei gewonnen worden war). Der Sieg gegen Österreich war für Preußen beziehungsweise dessen Ministerpräsident Otto von Bismarck eine wichtige Etappe in den deutschen Einigungskriegen, da Österreich aus der deutschen Politik verdrängt werden konnte, womit der norddeutsche Staat den deutschen Dualismus für sich entscheiden konnte. Während dann der letzte deutsche Einigungskrieg gegen Frankreich 1870/71 zur Reichsgründung führte, nutzten die Italiener den kriegsbedingten Abzug der französischen Schutztruppen, um den Kirchenstaat zu annektieren und Rom zur italienischen Hauptstadt zu erklären, womit das letzte italienische „Kernstück“ in den neuen Nationalstaat mit einbezogen worden war.
Allerdings blieb der italienische Irredentismus auch weiterhin virulent. Diese Ideologie, welche eine Vereinigung aller Italiener in einem Staat forderte, richtete sich neben anderen Staaten vor allem gegen Österreich, das immer noch über das Trentino und Istrien herrschte. So konnte der Dreibund zwischen dem Deutschen Reich, Österreich-Ungarn und Italien wenig realpolitische Wirkung entfalten: Als der Erste Weltkrieg ausbrach, blieb Italien zuerst neutral und trat dann 1915 an der Seite der Gegner Deutschlands und Österreichs in den Krieg ein, da es seine irredentistischen Interessen so besser verfolgen zu können meinte (siehe Londoner Vertrag (1915)).

## 1918 bis 1945

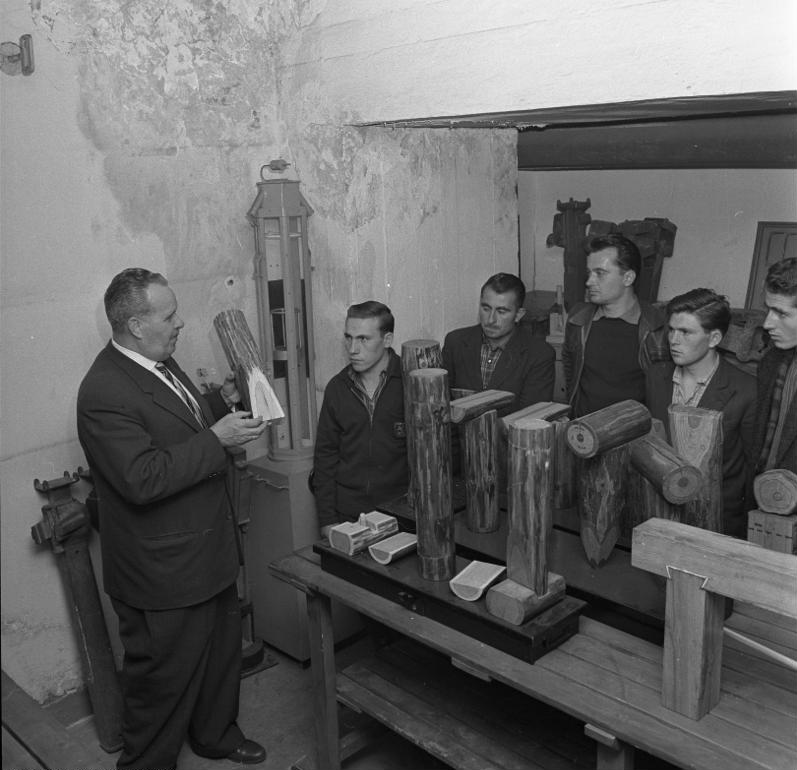
Italienische Gastarbeiter in Walsum, 1962

Im Vertrag von St. Germain 1919 wurden dem Königreich Italien die bislang österreichischen Gebiete Trentino, Südtirol, das Kanaltal, das gesamte ehemalige österreichische Küstenland und ein Teil der Krain, die Stadt Zara und einige norddalmatinische Inseln zugesprochen. Italien bekam damit dennoch weniger als es erwartet hatte (die Entente und Italien hatten 1915 über Gebietsgewinne als „Belohnung“ für einen Frontenwechsel im Ersten Weltkrieg verhandelt und dann den Londoner Vertrag (1915) abgeschlossen). Immerhin gehörte mit Südtirol nun auch ein traditionell deutschsprachig besiedeltes Territorium zum italienischen Staat. Die verfahrene politische Lage nach dem Ersten Weltkrieg nutzten schließlich die Faschisten unter Führung Benito Mussolinis im Oktober 1922 zum Marsch auf Rom und zur anschließenden Etablierung einer Diktatur. In der Folge hatten neben anderen Opfergruppen auch die deutschsprachigen Südtiroler massiv unter der faschistischen Italienisierungspolitik zu leiden (siehe Geschichte Südtirols).
Nach der nationalsozialistischen Machtergreifung im Januar 1933 näherte sich Italien an Deutschland an, obwohl sich Mussolini noch 1935 im „Stresa-Front“ genannten Abkommen mit Großbritannien und Frankreich zu verbünden suchte. Der damals entstehende NS-Staat nahm sich in einigen Bereichen das faschistische Italien zum Vorbild; ab 1936 bestand die Achse Berlin-Rom.

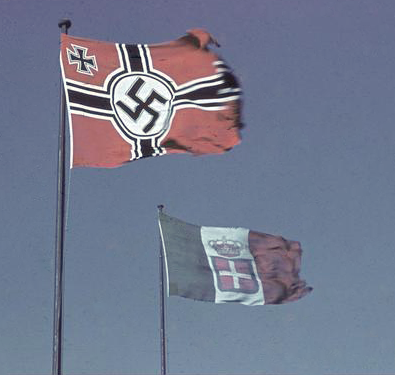
Die deutsche Reichskriegsflagge und die italienische Flagge auf einem Botschaftsgebäude in Rom, Juni 1943

Weitere wichtige Punkte der deutsch-italienischen Beziehungen in diesen Jahren waren das gemeinsame Eingreifen im Spanischen Bürgerkrieg (1936–1939), der von Mussolini letztendlich akzeptierte Anschluss Österreichs an Deutschland 1938 (Südtirol verblieb bei Italien; die deutschsprachigen Südtiroler konnten nach dem Hitler-Mussolini-Abkommen nur zwischen einer Umsiedlung ins Deutsche Reich oder einer Aufgabe ihrer Kultur und Muttersprache wählen) sowie der als Stahlpakt bezeichnete Bündnisvertrag vom 22. Mai 1939.
Im Juni 1940 trat Mussolini (ohne Rücksprache mit Hitler) in den Zweiten Weltkrieg ein.
Dabei setzte Mussolini auch eigene Akzente, was für die deutsche Wehrmacht oft zum strategischen Problem wurde (z. B. der vollständig gescheiterte Angriff Italiens auf Griechenland 1940, der erst im Balkanfeldzug 1941 gewonnen werden konnte). Als Italien im September 1943 nach verheerenden Niederlagen und dem Beginn der alliierten Invasion in Italien einen Waffenstillstand schloss und auf alliierter Seite in den Krieg eingriff, besetzen die Deutschen Norditalien bis Rom (Fall Achse) und installierten eine „Italienische Sozialrepublik“ unter Führung Mussolinis. Während der Eroberung Italiens durch die Alliierten (1943–1945) war Italien dann direktes Frontgebiet und hatte massiv unter den Kriegsauswirkungen zu leiden (→ Deutsche Kriegsverbrechen in Italien).

## Seit 1945
Nach den beiden Weltkriegen gehörten Italien unter Alcide De Gasperi und Deutschland (1949 bis 1963 unter Konrad Adenauer) zu den Gründervätern des vereinigten Europas (1951/52: Europäische Gemeinschaft für Kohle und Stahl), welche auch der Versöhnung der beiden Völker dienen sollte. Obwohl es in der Nachkriegszeit in beiden Staaten zu einem Wirtschaftswunder kam, blieb doch gerade der Süden Italiens weiterhin unterentwickelt; nach einem Anwerbeabkommen (1955) versuchten viele Italiener ihr Glück in Westdeutschland. Für die deutschsprachigen Südtiroler konnte durch das 2. Autonomiestatut ab 1972 eine tragfähige Lösung durch eine weitgehende Autonomie Südtirols innerhalb Italiens geschaffen werden.
Heute versteht sich Südtirol als Brücke zwischen dem deutsch- und dem italienischsprachigen Raum. Während des Kalten Krieges waren Italien und die Bundesrepublik Deutschland Alliierte im Rahmen der NATO.

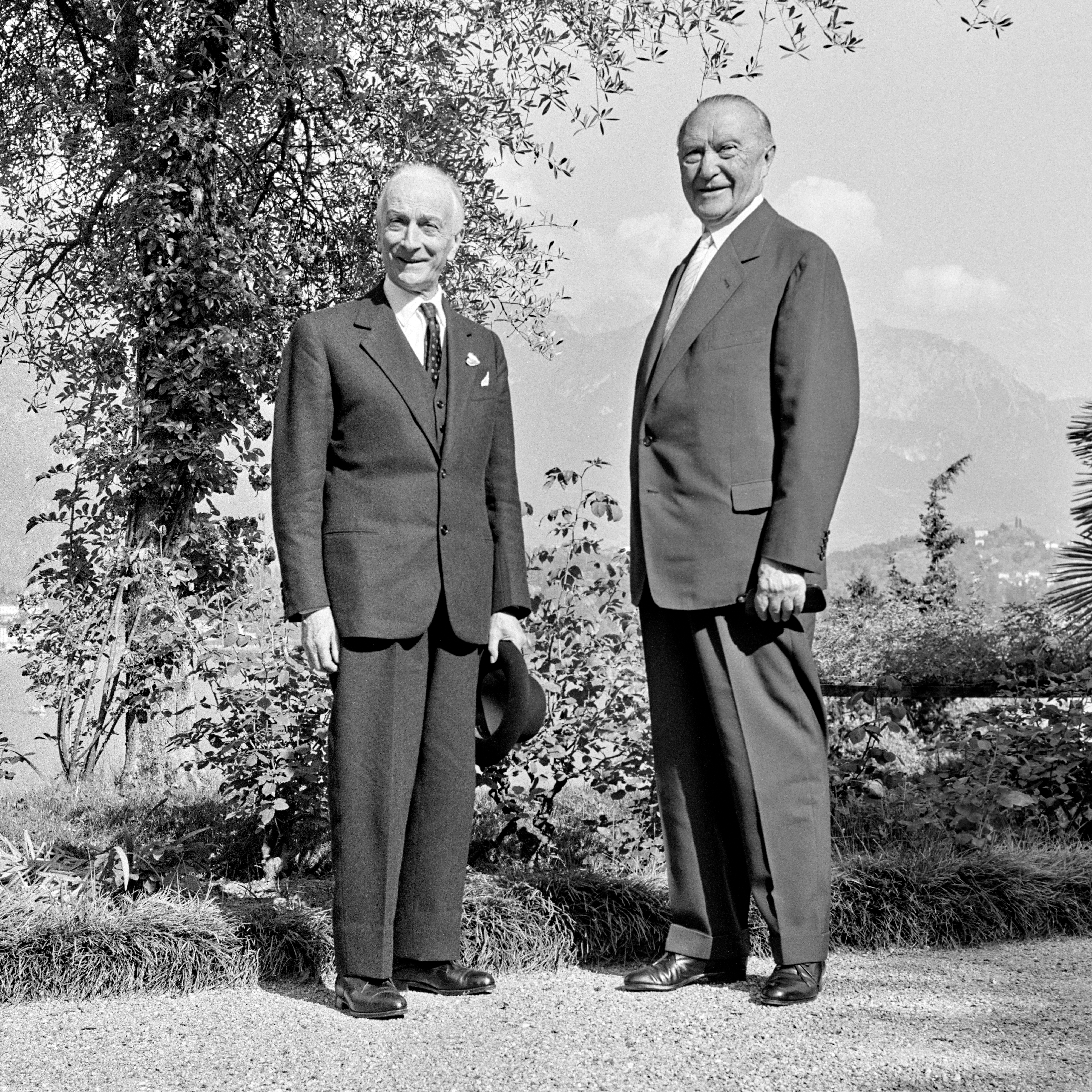
Bundeskanzler Konrad Adenauer und der italienische Premierminister Antonio Segni im August 1959

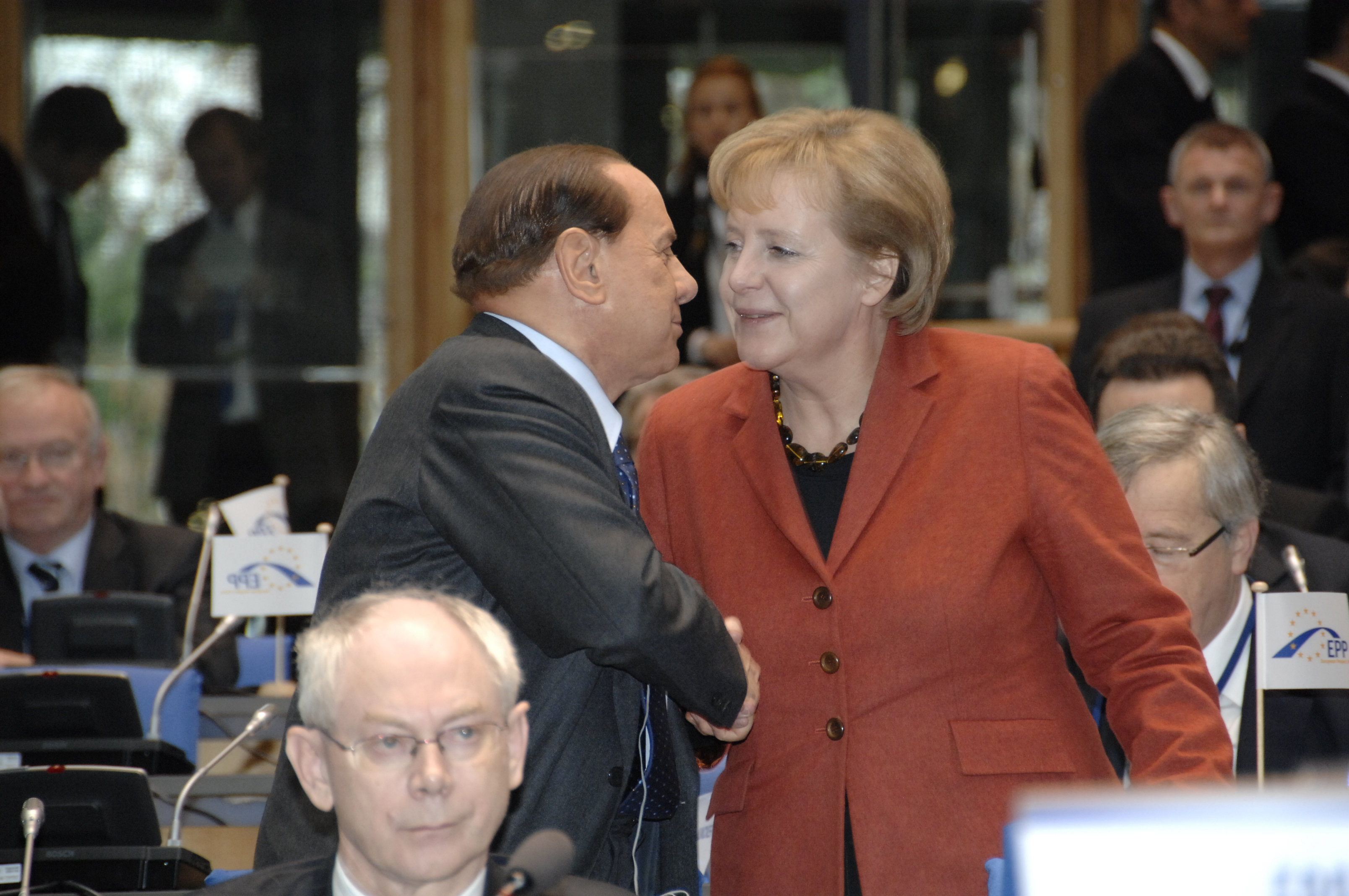
Angela Merkel und Silvio Berlusconi

Das Verhältnis Deutschlands und Italiens ist heute von Freundschaft und europäischer Partnerschaft geprägt. Während der Eurokrise ab 2009/10, von der auch Italien massiv betroffen ist, kam es allerdings zu Spannungen im bilateralen Verhältnis. 2011 reagierten Angela Merkel und Nicolas Sarkozy bei einer Pressekonferenz nur mit einem vielsagenden Lächeln auf die Frage, ob sie dem italienischen Ministerpräsident Silvio Berlusconi noch vertrauten. Berlusconi trat im November 2011 – offenbar auch gedrängt von anderen EU-Ländern – zurück.
Das Kabinett Monti regierte Italien vom 16. November 2011 bis zum 28. April 2013. Alle Minister waren parteilos.
Nach vorgezogenen Neuwahlen (24./25. Februar 2013) übernahm am 28. April 2013 Enrico Letta mit seinem Kabinett die Regierungsgeschäfte.
Letta trat im Februar 2014 zurück und übergab sein Amt an seinen parteiinternen Herausforderer Matteo Renzi (→Kabinett Renzi).
Auch seit 2012 ist das deutsch-italienische Verhältnis von der Eurokrise getrübt. Nachdem zum Beispiel Angela Merkel im Dezember 2014 Italien und Frankreich zu (mehr) Reformen aufgerufen hatte (Hintergrund: die Netto-Neuverschuldungen beider Länder bzw. Regierungen liegen noch immer über der im EU-Stabilitätspakt festgelegten Grenze in Höhe von 3 Prozent des BIP), verbaten sich diverse italienische (und französische) Politiker Kritik bzw. Ratschläge.
Ein FAZ-Wirtschaftskorrespondent, der seit 1992 aus Rom berichtet, schrieb 2015 dazu:

„Im Trommelfeuer der italienischen Medien werden die Deutschen gleichwohl als machthungrig dargestellt und als versessen auf eine Austerität, die Italien arm mache. Kein Wunder, dass jüngst in einer Umfrage 54 Prozent der Italiener Deutschland als größten Feind bezeichnet haben. [...] keinerlei Interesse für die Sorgen deutscher Sparer, Wirtschaftsdaten ignoriert man geflissentlich. Längst vergessen ist, was den Deutschen versprochen wurde, damit Italien in die Währungsunion aufgenommen werde. Mit Genugtuung sieht Italien in der neuen Geldschwemme der EZB einen Triumph über Deutschland – und verlangt noch mehr. Für den deutschen Frust darüber, dass jetzt endgültig die Euro-Mark gegen die Euro-Lira eingetauscht wurde, fehlt jedes Verständnis. So zerschellt in Deutschland der Glaube an Verträge an der zynischen Pragmatik italienischer Tagespolitik.“

Das Nachrichtenmagazin Der Spiegel verwies im April 2020 darauf, dass viele Deutsche ein falsches Bild von Italiens Haushaltspolitik hätten.
Das Ansehen Deutschlands in Italien nahm mit der COVID-19-Pandemie deutlich ab, der Vorwurf fehlender europäischer Solidarität wurde laut. So schrieb Die Zeit Anfang Mai 2020:

„Wenn dann […] aus Deutschland heraus ein Exportstopp für medizinische Hilfsmittel nach Italien verhängt wird, obwohl dort schon die Todeszahlen in die Höhe schossen, oder über Wochen Streit darüber herrscht, ob der reiche Norden Europas dem ärmeren Süden finanziell beim Wiederaufbau helfen muss oder nicht, dann bleibt von der Idee europäischer Werte und europäischer Solidarität nicht mehr viel übrig. Derzeit jedenfalls sehen laut Umfragen die Italiener China als größten Freund und Deutschland als größten Feind. Wir werden viel damit zu tun haben, diese schweren Schäden wieder zu beseitigen. Der Wiederaufbau muss auch ein kultureller und politischer sein, nicht nur ein wirtschaftlicher.“

## Bildung und Wissenschaft
In der Stadt Genua besteht die Deutsche Schule Genua, welche 1869 gegründet wurde. Die Deutsche Akademie Rom Villa Massimo in Rom ist eine Kultureinrichtung der Bundesrepublik Deutschland. Das Deutsch-Italienische Hochschulzentrum findet seinen Sitz in Triest. Es wurde im Jahr 2000 gegründet und verleiht den Ladislao-Mittner-Preis an promovierte italienische Wissenschaftler sowie den Clemens-Brentano-Preis an deutsche Italien-Forscher. Gemeinsam mit dem damaligen italienischen Außenminister Franco Frattini (Kabinett Berlusconi IV) rief Frank-Walter Steinmeier (Kabinett Merkel I) die Deutsch-italienische Historikerkommission ins Leben. Die zehn Mitglieder forschten über drei Jahre die deutsch-italienische Kriegsvergangenheit, die Erfahrungen der italienischen Bürger mit den deutschen Besatzungskräften sowie der italienischen Militärinternierten und die Perspektive deutscher Soldaten. Es existiert auch eine Stiftung für die Forschung der italienisch-deutsche Beziehung, die Istituto storico italo-germanico. Mit dem kulturellen und wissenschaftlichen Austausch beider Länder widmet sich das Forschungsinstitut Istituto Italiano di Studi Germanici, welches auf Initiative von Giovanni Gentile im Jahr 1932 gegründet wurde.